# Malthodes validicornis
Malthodes validicornis é uma espécie de insetos coleópteros polífagos pertencente à família Cantharidae.
A autoridade científica da espécie é Suffrian, tendo sido descrita no ano de 1851.
Trata-se de uma espécie presente no território português.